# Ca Plana
Ca Plana és una obra de Valls (Alt Camp) protegida com a Bé Cultural d'Interès Local.

## Descripció
Casa situada entre mitgeres, amb planta baixa i quatre pisos. Es una construcció molt estreta i allargada. Tot i que es troba molt reformada, presenta finestres tapiades, cal destacar les volades de pedra dels balcons així com la reixa del segon pis, de motius geometritzants.